# Дереза китайская
Дереза китайская (лат. Lycium chinense) — вид деревянистых растений рода Дереза (Lycium) семейства Паслёновые (Solanaceae).

## Ботаническое описание

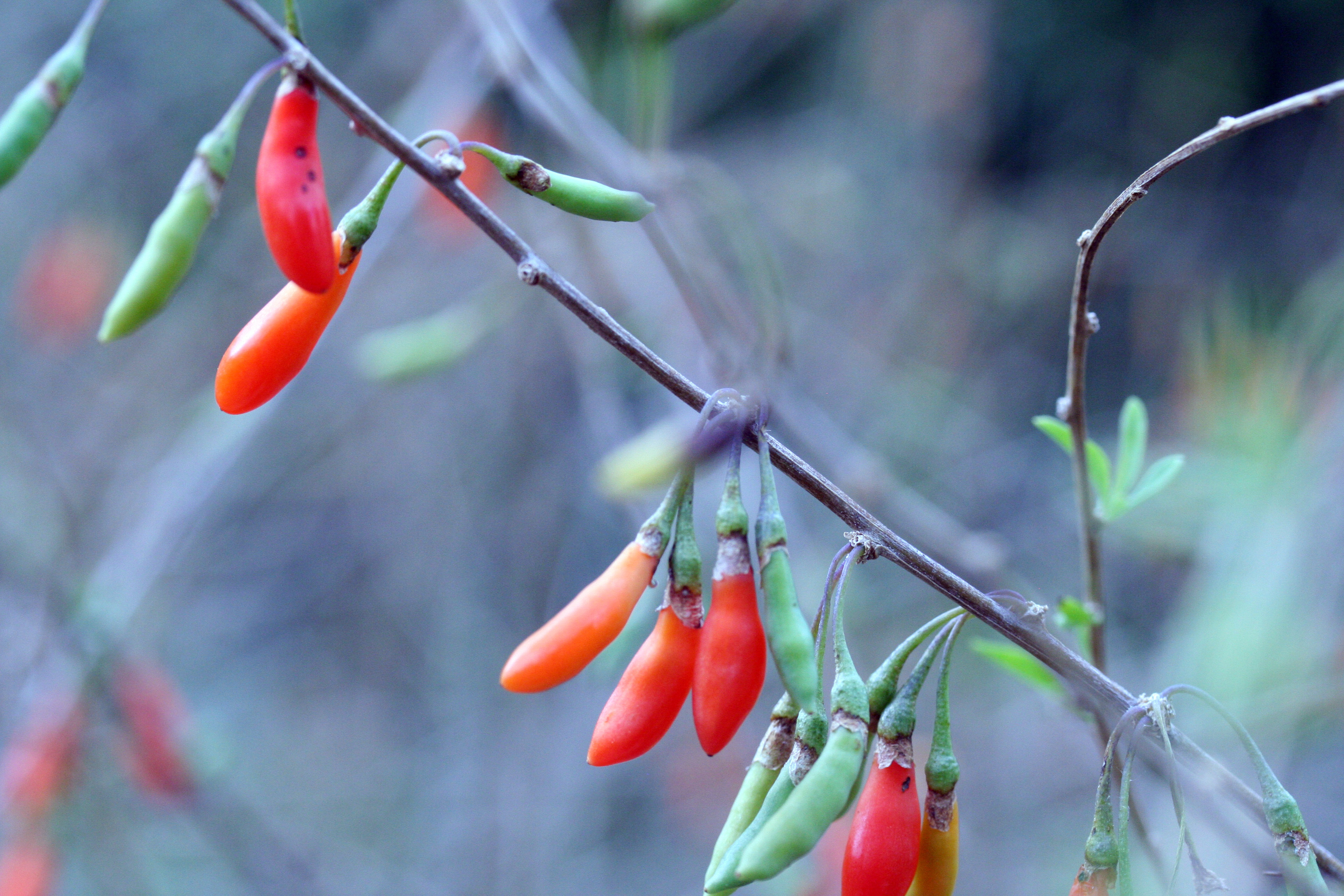
Плоды

Сильноветвистый кустарник, 1—2 м высотой. Ветви бледно-серые, тонкие, изогнутые или свисающие, с шипами 0,5—2 см длиной. Листья одиночные или пучками по 2—4 штуки. Их форма яйцевидная,
ромбическая, реже ланцетная, обычно 1,5—5 см длиной и до 2,5 см шириной.
Цветки растут группами по 1—3 в пазухах листьев с длинными (1—1,5 см) цветоножками. Чашечка колоколообразная или трубчатая с короткими треугольными долями, которые по краю густо реснитчатые. Венчик лавандовый или светло-фиолетовый, отогнутая часть лепестков до 1,5 см длиной, по краю с короткими волосками. Нити тычинок длиннее пыльников, почти равные венчику, с ворсинчатым кольцом немного выше основания. Плоды — ягоды, оранжево-красного цвета, до 1,5 см длиной и 5—8 мм шириной. Семена желтоватые, 2,5—3 мм длиной, с изогнутым зародышем.

## Распространение
Растение родом из Восточной Азии (Китай, Монголия, Япония, Корея, полуостров Индокитай). Натурализовался в Северной Америке, Европе, а также в Юго-Западной и Южной Азии. В России этот вид — в качестве одичавшего растения — отмечается на Дальнем Востоке и на Кавказе.